# Hogna miami
Hogna miami este o specie de păianjeni din genul Hogna, familia Lycosidae. A fost descrisă pentru prima dată de Wallace în anul 1942. Conform Catalogue of Life specia Hogna miami nu are subspecii cunoscute.